# Arctoscyphus
Arctoscyphus là một chi rêu trong họ Geocalycaceae.